# Verfassung des Landes Thüringen
Die Verfassung des Landes Thüringen regelte den Staatsaufbau des Landes Thüringen zur Zeit der Weimarer Republik. Sie trat am 11. März 1921 in Kraft und umfasste 73 Artikel in acht Abschnitten.

## Geschichte

### Vorgeschichte und Entstehung
Am 1. Mai 1920 wurde das Land Thüringen aus sieben Kleinstaaten gegründet. Dies waren der Freistaat Sachsen-Weimar-Eisenach, der Freistaat Sachsen-Meiningen, der Freistaat Sachsen-Gotha, der Freistaat Sachsen-Altenburg, der Freistaat Schwarzburg-Rudolstadt, der Freistaat Schwarzburg-Sondershausen und der Volksstaat Reuß. Diese Staaten waren aus den ehemaligen Monarchien entstanden, nachdem die Monarchen zwischen 9. und 25. November 1918 abdankten. In der Folge schlossen sich Reuß älterer Linie und Reuß jüngerer Linie am 4. April 1919 zu einem Staat zusammen und der Freistaat Coburg löste die Union mit dem Freistaat Gotha auf und schloss sich am 1. Juli 1920 Bayern an.
Die Vorgängerstaaten hatten teilweise bereits lange verfassungsrechtliche Traditionen, so besaßen Sachsen-Weimar-Eisenach seit 1816, Sachsen-Hildburghausen seit 1818, Sachsen-Coburg-Saalfeld und Schwarzburg-Rudolstadt seit 1821 und Sachsen-Meiningen seit 1824 eigene Verfassungen. Nur die reußischen Fürstentümer, Schwarzburg-Sondershausen und Sachsen-Gotha-Altenburg waren 1825 noch ohne Verfassungen, führten diese aber nach der Revolution von 1848 ein.
Die Gründung Thüringens als Freistaat 1920 machte eine neue Verfassung für diesen Gesamtstaat notwendig, da im Artikel 17 Absatz 1 der Weimarer Verfassung festgelegt wurde, dass jedes deutsche Land sich eine freistaatliche Verfassung geben muss. So trat knapp zwei Wochen nach der Gründung des Landes am 12. Mai 1920 die Vorläufige Verfassung des Landes Thüringen in Kraft. Sie umfasste 76 Artikel und wurde vom Volksrat erarbeitet. In Kraft setzte sie der Staatsrat, dem Arnold Paulssen, Hofmann und Carl von Brandenstein angehörten. Eine erste Änderung dieses Verfassungsvorläufers wurde am 4. November 1921 vorgenommen, als der Artikel 73 geändert wurde. Er besagte, dass der Landtag den Verfassungsentwurf bis zum 12. November 1920 mit einfacher Mehrheit ändern darf. Diese Frist wurde bis zum 31. März 1921 verlängert. Die Verfassung des Landes Thüringen trat schließlich am 11. März 1921 in Kraft. Es handelte sich um eine geringfügig veränderte Fassung des Entwurfs, der bereits seit 1920 Gültigkeit besaß und von Eduard Rosenthal ausgearbeitet worden war. Die Verfassung wurde durch Unterschrift der leitenden Staatsminister Arnold Paulssen, Carl Freiherr von Brandenstein und August Frölich in Weimar in Kraft gesetzt.
De jure besaß die Verfassung von 1921 bis zur Verabschiedung einer neuen Landesverfassung am 20. Dezember 1946 Gültigkeit. De facto verlor die Verfassung ihre Funktion mit der Einführung des Gleichschaltungsgesetzes vom 31. März 1933.

### Änderungen
Änderungen erfolgten 1926 und 1929. Am 21. Dezember 1926 wurde der Artikel 6 verändert. In Absatz 1 wurde festgeschrieben, dass der Landtag mindestens 53 Mitglieder umfassen muss. In Absatz 2 legte man fest, dass eine Partei zukünftig für einen Sitz im Landtag nicht mehr 12.000 Stimmen, sondern 15.000 Stimmen erhalten musste. Neu kam der Absatz 3 hinzu. Er regelte den Mechanismus, falls bei der Auszählung des Landtagswahlergebnisses nach der 15.000-Stimmen-Regel weniger als 53 Abgeordnete zustande kamen.
Am 3. Mai 1929 wurden die Artikel 6, 9 und 33 verändert. Im Artikel 6 wurde erneut der Modus im Absatz 3 geändert. Im Artikel 9 Absatz 2 wurde hinzugefügt, wer die Mitglieder des Wahlprüfungsgerichts (im Falle der Anfechtung eines Landtagswahlergebnisses) vertritt, falls diese nicht am Gericht teilnehmen können. Dem Artikel 33 wurde ein Absatz hinzugefügt, der die Hörung eines Ausschusses im Fall der Einführung eines Notgesetzes verlangt. Diesem Ausschuss soll ein Mitglied jeder im Landtag vertretenen Partei angehören.

## Inhalt
Die Verfassung gliedert sich in acht Abschnitte mit 73 Artikeln.
Der erste Abschnitt Staatsgebiet. Staatsgewalt. umfasst die Artikel 1 bis 4 und definiert den Geltungsbereich der Verfassung. Der erste Artikel definiert Thüringen als Freistaat und Gliedstaat des Deutschen Reichs. Der zweite Artikel nennt die Staaten, aus denen Thüringen gebildet wurde und räumt die Möglichkeit ein die Staatsgrenze per Gesetz verändern zu können. Der dritte Artikel schreibt fest, dass alle Staatsgewalt vom Volk ausgeht und Landtag sowie Landesregierung den Volkswillen auszuführen haben. Das Wahlrecht beinhaltet der Artikel 4 für alle Männer und Frauen deutscher Staatsangehörigkeit über 20 Jahren, die ihren Hauptwohnsitz in Thüringen haben.
Der zweite Abschnitt Der Landtag. regelt Grundlagen, Aufbau und Befugnisse des Landtags und umfasst die Artikel 5 bis 23. Der Landtag ist die gesetzgebende Gewalt, stellt die Landesregierung und überwacht die Verwaltung (Artikel 5). Seine Mitglieder werden durch eine Landtagswahl mit einer Legislaturperiode von drei Jahren bestimmt. Dabei findet das Verhältniswahlrecht Anwendung (Artikel 6). Mitglied des Landtags kann nur werden, wer seinen Wohnsitz in Thüringen seit sechs Monaten vor der Wahl hat (Artikel 7). Die Abgeordneten sind in Abstimmungen nicht an ihre Parteien gebunden und einzig an das Landeswohl und ihr Gewissen gebunden (Artikel 10). Der Landtag ist beschlussfähig, wenn mindestens 50 % der Abgeordneten anwesend sind. Für eine Verfassungsänderung müssen hingegen mindestens zwei Drittel der Abgeordneten anwesend sein, von denen mindestens zwei Drittel zustimmen müssen, um eine Verfassungsänderung rechtskräftig werden zu lassen (Artikel 14). Die Sitzungen sind prinzipiell öffentlich (Artikel 15). Auflösen darf sich der Landtag, wenn dies durch einen Volksentscheid oder mindestens 50 % aller Abgeordneten beschlossen wird (Artikel 16), allerdings müssen danach sofort Neuwahlen erfolgen und der Landtag spätestens 70 Tage nach seiner Auflösung wieder beschlussfähig sein (Artikel 17). Der Artikel 23 regelt, dass bei Zweifeln an der Rechtmäßigkeit des Handelns von Behörden ein Untersuchungsausschuss im Landtag gebildet werden muss.
Der dritte Abschnitt Volksbegehren und Volksentscheid. umfasst die Artikel 24 bis 27 und regelt wann und wie Volksbefragungen stattfinden dürfen. Volksentscheide müssen stattfinden, wenn mindestens 10 % der Wahlberechtigten (also etwa 100.000 Menschen) die Änderung, Einführung oder Abschaffung eines Gesetzes, eine Verfassungsänderung oder die Auflösung des Landtags fordern. Bei einem Volksbegehren muss der Landesregierung außerdem ein veränderter Gesetzesentwurf eingereicht werden. Wird dieser anschließend vom Landtag angenommen, findet das Volksbegehren nicht statt. Ausgeschlossen sind bei Volksbefragungen Gesetze über Abgaben an den Staat oder Besoldung seiner Angestellten. Angenommen sind Volksbegehren und Volksentscheide nur, wenn sich mindestens 50 % der Wahlberechtigten daran beteiligen und davon mindestens 50 % mit Ja stimmen.
Der vierte Abschnitt Gesetzgebung. umfasst die Artikel 28 bis 33 und regelt den Ablauf des Gesetzgebungsverfahrens. Eingebracht werden können Gesetze vom Landtag oder der Regierung und verabschiedet werden vom Landtag oder durch einen Volksentscheid (Artikel 28). Der Artikel 33 erlaubt es der Landesregierung in dringenden Fällen „Notgesetze“ zu erlassen. Dies ist möglich, wenn der Landtag nicht beschlussfähig ist (z. B. weil er aufgelöst wurde). Diese Gesetze dürfen einzig nicht gegen die Verfassung verstoßen, sind aber sonst keinen weiteren Regelungen unterworfen. Tritt der Landtag wieder zusammen und ist beschlussfähig, so muss er sofort über das Notgesetz abstimmen und es dadurch bestätigen oder außer Kraft setzen.
Der fünfte Abschnitt Die Landesregierung. umfasst die Artikel 34 bis 47 und regelt Rechte und Pflichten der Regierung. Die Regierungsmitglieder werden vom Landtag gewählt (Artikel 35). Vereidigt wird das Kabinett vom Landtagspräsidenten mit dem Schwur: Sie geloben, alle ihre Kraft dem Wohle des Volkes zu widmen, die Pflichten des Ihnen übertragenen Amtes gewissenhaft zu erfüllen und die Gesetze, insbesondere die Reichs- und Landesverfassung, sorgfältig zu beachten. Ein Gottesbezug war in diesem Schwur hingegen nicht enthalten (Artikel 37). Der Landtag kann der Landesregierung oder einem einzelnen Minister das Vertrauen entziehen, indem mindestens ein Drittel der Abgeordneten dies beantragt und anschließend mindestens die Hälfte der Abgeordneten dem zustimmen. Regierungsmitglieder dürfen keine andere Tätigkeit ausüben, für die sie Vergütungen erhalten. In der Verfassung wird dies insbesondere auf Tätigkeit in Unternehmensvorständen und Aufsichtsräten bezogen (Artikel 44). Ein Ministerpräsident ist in der Thüringer Verfassung nicht vorgesehen. Die Landesregierung wählt lediglich einen Minister, der die Sitzungen leitet und das Land nach außen vertritt (Artikel 45).
Der sechste Abschnitt Staatsgerichtshof. umfasst die Artikel 48 bis 54 und regelt die Kontrolle der Exekutive durch die Judikative. Der Staatsgerichtshof hat seinen Sitz in Jena und wird vom Präsidenten des Thüringer Oberlandesgerichts in Jena geleitet. Er entscheidet über Anklagen des Landtags gegenüber Mitgliedern der Landesregierung und kann diese entweder freisprechen, sie missbilligen oder sie ihres Amts entheben. Außerdem kann der Staatsgerichtshof auch über Verfassungsstreitigkeiten entscheiden, wenn dies von Landtag oder Regierung beantragt wird.
Der siebte Abschnitt Finanzwesen. umfasst die Artikel 55 bis 62 und regelt den Umgang der Landesregierung mit dem Haushalt. Jedes Jahr muss die Regierung einen Haushaltsplan erstellen und Einnahmen sowie Ausgaben für ein Jahr planen und angeben (Artikel 55). Staatsanleihen dürfen nur in Ausnahmefällen bei besonderem Bedarf aufgenommen werden (Artikel 59). Zum Kauf und Verkauf von Staatseigentum wie Grundstücken im Wert von über 50.000 Mark muss der Landtag zustimmen (Artikel 61). Außerdem schreibt die Verfassung vor das Staatsvermögen in seinem Umfang zu erhalten und zu vergrößern (Artikel 62).
Die Übergangs- und Schlussbestimmungen umfassen die Artikel 63 bis 73 regelt verschiedene Probleme zwischen den sieben Vorgängerstaaten und dem Rechtsnachfolger, dem Land Thüringen. Dies betrifft beispielsweise die Trägerschaft der Universität Jena (Artikel 68) und ähnliches.

## Vergleich mit der Verfassung von 1993
Im Jahr 1993 gab sich das wiedergegründete Land Thüringen erneut eine Verfassung. Zwischen beiden Verfassungen bestehen jedoch erhebliche Unterschiede. So widmen sich die ersten 43 Artikel der Verfassung von 1993 Grundrechten, Staatszielen und der Organisation der Gemeinschaft. Derartige Inhalte fehlen in der Verfassung von 1921 vollkommen, da diese bereits in der Weimarer Verfassung für das ganze Reich von 1919 festgelegt wurden und in der Weimarer Republik Reichsrecht über Landrecht stand (auch heute steht Bundesrecht über Landesrecht, weshalb die ersten 43 Artikel der Verfassung von 1993 eher symbolische Bedeutung haben und nur in einzelnen Fällen das Grundgesetz ergänzen). Die Artikel 44 bis 103 der Verfassung von 1993 gliedern sich in acht Abschnitte und regeln den Staatsaufbau, wobei sich teilweise Parallelen zur Verfassung von 1921 zeigen. So entsprechen die Artikel 1 bis 4 der alten Verfassung in etwa den Artikeln 44 bis 47 der neuen Verfassung. Auch die weiteren Abschnitte sind in der neuen Verfassung vom Aufbau ähnlich strukturiert wie in der alten Verfassung, inhaltlich unterscheiden sie sich jedoch teilweise stark. So hat der Landtag in der alten Verfassung eine überaus starke Stellung, der eine schwächere Stellung der Regierung gegenübersteht. Zudem hat der Leitende Staatsminister nur sehr geringe Befugnisse. In der heutigen Verfassung ist die Regierung mit dem Ministerpräsidenten im Vergleich zur alten Ordnung stärker, während der Landtag schwächer ist. Außerdem benötigt eine Regierung eine parlamentarische Mehrheit, um zu regieren, während zur Zeit der Weimarer Republik Minderheiten-Landesregierungen die Regel waren. Auch kann der Ministerpräsident sein Kabinett heute nach seinem Willen zusammenstellen, während früher die Minister vom Landtag bestimmt und gewählt wurden.